# نات جافي
نات جافي (بالإنجليزية: Nat Jaffe)‏ هو عازف جاز وعازف بيانو أمريكي، ولد في 1918 في نيويورك في الولايات المتحدة، وتوفي في 5 أغسطس 1945 في مانهاتن في الولايات المتحدة.

## وصلات خارجية
- نات جافي على موقع ميوزك برينز (الإنجليزية)
- نات جافي على موقع أول ميوزيك (الإنجليزية)
- نات جافي على موقع ديسكوغز (الإنجليزية)